# Stephen Bunting
Stephen Bunting (Liverpool, 1985. április 9. –) angol dartsjátékos. 2002-től 2014-ig a British Darts Organisation, majd 2014-től a Professional Darts Corporation tagja. 2014-ben világbajnoki címet szerzett a BDO-nál. Beceneve "The Bullet".

## Pályafutása

### BDO
Bunting 2002-től vett részt a BDO versenyein. Első világbajnokságán 2004-ben vett részt és a második körig jutott, ahol Ted Hankey állította meg. 2005-ben az első körig jutott, ott John Henderson-t nem tudta legyőzni. Ezután három évig nem sikerült világbajnokságra kvalifikálnia magát. A következő vb-jén 2009-ben szintén nem sikerült sokáig jutnia, újból az első körben kiesett ezúttal Gary Robson ellen.
2010-ben a világbajnokságon Tony O'Shea-vel került össze a második körben, és kapott ki végül 4–0-ra. A következő világbajnokság már jobban sikerült Bunting számára, miután egészen a negyeddöntőig jutott, ahol Dean Winstanley ellen nem tudott nyerni. Bunting a következő világbajnokságra nem tudott kvalifikálni így csak 2 év múlva vett részt újra vb-n, ahol újra nem sikerült sokáig jutnia, ezúttal a második körben esett ki Darryl Fitton ellen. Annak ellenére, hogy a 2012-es világbajnokságon nem vett részt, ez az év sikeres volt számára. A World Masters-en Tony O'Shea ellen játszhatott döntőt, amit 7–4-re megnyert. A Zuiderduin Masters tornán is döntőbe jutott, ahol 5–0-ra verte honfitársát Alan Norrist. Egy évvel később mindkét tornán újra döntőbe került, de ezúttal csak a World Masters-en jött neki össze a győzelem, ahol James Wilsont győzte le 7–0-ra. Szintén Wilsonnal játszott a Zuiderduin Masters döntőjében, de ezúttal Wilson nyert 5–1-re.
2014-ben már a világbajnokságra is kitartott jó formája, és a döntőbe jutott, ahol Alan Norris-szal játszott. Bunting megnyerte 7–4-re és megszerezte a világbajnoki címet Norris ellen.

### PDC
Bunting 2014 januárjában a megnyert BDO világbajnoki cím után elhagyta a BDO-t és átjött a PDC-hez.
A 2014-es World Grand Prix-n rögtön első próbálkozásra az elődöntőig jutott, ahol a későbbi győztes Michael van Gerwen-től kapott ki 4–0-ra.
2015-ben első PDC-s világbajnokságán a negyeddöntőig jutott, ahol Raymond van Barneveld ellen kapott ki 5–4-re. Első világbajnokságán nyújtott jó teljesítménye után meghívták a 2015-ös Premier League-be, ahol a nyolcadik helyen zárt.
A 2016-os világbajnokságon újra van Barneveld ellen esett ki, ezúttal a második körben találkoztak.
2017-ben és 2018-ban még eddig sem sikerült eljutnia, mivel mindkétszer az első körben kiesett, 2017-ben Darren Webster ellen 3–2-re, majd 2018-ban Dimitri Van den Bergh ellen 3–1-re.
A 2021-es PDC-dartsvilágbajnokságon az elődöntőig jutott. A torna során kiejtette Andy Boultont, James Wade-et, Ryan Searle-t és Krzysztof Ratajskit is, a négy között azonban alulmaradt Gerwyn Price-szal szemben.
A World Grand Prix-n tért vissza a régi formájába és az elődöntőig vezető úton ugyanazokat győzte le, akiket a vb-n is: James Wade, Ryan Searle, és az elődöntőben 2–0-ra is vezetett Price ellen, de 4–2-re kikapott.

## Világbajnoki szereplései

### BDO
- 2004: Második kör (vereség  Ted Hankey ellen 0–3)
- 2005: Első kör (vereség  John Henderson ellen 0–3)
- 2009: Első kör (vereség  Gary Robson ellen 1–3)
- 2010: Második kör (vereség  Tony O'Shea ellen 0–4)
- 2011: Negyeddöntő (vereség  Dean Winstanley ellen 1–5)
- 2013: Második kör (vereség  Darryl Fitton ellen 2–4)
- 2014: Győztes ( Alan Norris ellen 7–4)

### PDC
- 2015: Negyeddöntő (vereség  Raymond van Barneveld ellen 4–5)
- 2016: Második kör (vereség  Raymond van Barneveld ellen 3–4)
- 2017: Első kör (vereség  Darren Webster ellen 2–3)
- 2018: Első kör (vereség  Dimitri Van den Bergh ellen 1–3)
- 2019: Második kör (vereség  Luke Humphries ellen 1–3)
- 2020: Negyedik kör (vereség  Michael van Gerwen ellen 0–4)
- 2021: Elődöntő (vereség  Gerwyn Price ellen 4–6)
- 2022: Második kör (vereség  Ross Smith ellen 2–3)
- 2023: Negyeddöntő (vereség  Michael Smith ellen 3–5)
- 2024: Negyedik kör (vereség  Michael van Gerwen ellen 0–4)
- 2025: Elődöntő (vereség  Luke Littler ellen 1–6)

## Döntői

### BDO nagytornák: 5 döntős szereplés
| Történet                 |
| BDO Világbajnokság (1–0) |
| World Masters (2–0)      |
| Zuiderduin Masters (1–1) |

| Eredmény | Sorszám | Év   | Bajnokság          | Ellenfél a döntőben | Pontok   |
| Győztes  | 1.      | 2012 | World Masters      | Tony O'Shea         | 7–4 (sz) |
| Győztes  | 2.      | 2012 | Zuiderduin Masters | Alan Norris         | 5–0 (sz) |
| Győztes  | 3.      | 2013 | World Masters      | James Wilson        | 7–0 (sz) |
| Döntős   | 1.      | 2013 | Zuiderduin Masters | James Wilson        | 1–5 (sz) |
| Győztes  | 4.      | 2014 | BDO Világbajnokság | Alan Norris         | 7–4 (sz) |

### WDF nagytornák: 1 döntős szereplés
| Eredmény | Sorszám | Év   | Bajnokság             | Ellenfél a döntőben | Pontok   |
| Döntős   | 1.      | 2013 | WDF World Cup Singles | Wesley Harms        | 6–7 (sz) |

### PDC nagytornák: 1 döntős szereplés
| Történet          |
| The Masters (1–0) |

| Eredmény | Sorszám | Év   | Bajnokság   | Ellenfél a döntőben | Pontok   |
| Győztes  | 1.      | 2024 | The Masters | Michael van Gerwen  | 11–7 (l) |

### PDC World Series of Darts tornák: 5 döntős szereplés
| Történet                    |
| World Series of Darts (2–3) |

| Eredmény | Sorszám | Év   | Bajnokság             | Ellenfél a döntőben | Pontok   |
| Döntős   | 1.      | 2014 | Sydney Darts Masters  | Phil Taylor         | 3–11 (l) |
| Győztes  | 1.      | 2025 | Bahrain Darts Masters | Gerwyn Price        | 8–4 (l)  |
| Döntős   | 2.      | 2025 | Dutch Darts Masters   | Rob Cross           | 5–8 (l)  |
| Győztes  | 2.      | 2025 | Nordic Darts Masters  | Rob Cross           | 8–4 (l)  |
| Döntős   | 3.      | 2025 | Poland Darts Masters  | Gerwyn Price        | 7–8 (l)  |

1. 1 2 3 4  (l) = pontszám legekben, (sz) = pontszám szettekben.

## További tornagyőzelmei
| Players Championships - Players Championship (BAR): 2016 - Players Championship (COV): 2021 - Players Championship (LEI): 2025 UK Open Regionals/Qualifiers - UK Open Qualifier: 2014 European Tour Events - International Darts Open: 2025 World Series of Darts Events - Bahrain Darts Masters: 2025 - Nordic Darts Masters: 2025 - BDO Gold Cup: 2012 - BDO British Classic: 2009 - British Teenage Open: 2001 - Cheshire Open: 2012 - Eastbourne Open: 2000 - England Classic: 2010, 2011 - England Masters: 2013 - England Matchplay: 2013 | - England Open: 2013 - Granite City Open: 2012 - Hal Open: 2013 - Isle of Man Open: 2013 - Jersey Classic: 2013 - Jersey Open: 2013 - Lancashire Open: 2000 - Lytham St Annes Open: 2008 - Morecambe Bay Summer Classic: 2011 - Northern Ireland Open: 2008 - Soft Tip Dartslive France: 2013 - Soft Tip Dartslive Hong Kong: 2013 - Stanton Open: 2009 - Sunparks Masters: 2012 - Tops of Ghent: 2011 - Tyne and Wear Open: 2009 - WDF Europe Youth Cup: 2002 - WDF World Cup Pairs: 2013 - WDF World Youth Cup: 2001 - Welsh Classic: 2012 - Welsh Open: 2013 - World Youth Masters: 2001 |